# Syrphophagus cecidium
Syrphophagus cecidium är en stekelart som beskrevs av De Santis och Fernandes 1989. Syrphophagus cecidium ingår i släktet Syrphophagus och familjen sköldlussteklar. Inga underarter finns listade i Catalogue of Life.